# ويليام هاولاند
ويليام هاولاند (بالإنجليزية: William Howland)‏ هو معلم موسيقى ومغني ومغني أوبرا أمريكي، ولد في 1 مايو 1871، وتوفي في 3 مايو 1945.